# 亥姆霍兹联合会

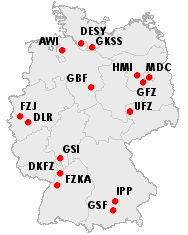
亥姆霍兹联合会17个国家研究中心在德国内的分布图

亥姆霍兹联合会（Helmholtz-Gemeinschaft），全称“德国亥姆霍兹国家研究中心联合会”（Helmholtz-Gemeinschaft Deutscher Forschungszentren）是德国最大的科学研究机构，由19个各自独立的自然科学、工程学、生物学和医学研究中心组成，员工总数有约42,000人，年经费超过50亿欧元。该机构着眼于德国中长期国家科技任务，在能源、地球与环境、生命科学、关键技术、物质结构以及航空航天与交通6大领域从事以未来应用为目的的前瞻性研究，以解决社会政治、科技和经济的重大挑战为己任，运行大型科研装备，力图解决人类社会的可持续发展难题，为保障德国经济的竞争力提供技术支持。它以德国生物学家和物理学家赫尔曼·冯·亥姆霍兹的名字命名。
亥姆霍兹联合会在《自然指数》中在2020年排名全球第6位，在2019年排名第7位，该指数衡量了在82家领先期刊上发表论文的最大贡献者。

## 隸屬研究單位
1. 阿爾弗雷德·韋格納極地與海洋研究所（英语：Alfred Wegener Institute for Polar and Marine Research）AWI
2. 德國電子同步辐射加速装置中心DESY
3. 德國癌症研究中心DKFZ
4. 德國航空航天中心DLR
5. 德國神经退行性疾病研究中心DZNE
6. 于利希研究中心FZJ
7. 亥姆霍兹达姆斯达特重离子研究中心GSI
8. 亥姆霍兹柏林能源与材料研究中心HZB
9. 亥姆霍兹德累斯顿罗森多夫研究中心HZDR
10. 亥姆霍兹感染研究中心HZI
11. 亥姆霍兹环境研究中心UFZ
12. 亥姆霍兹吉斯达赫研究中心HZG
13. 亥姆霍兹慕尼黑研究中心-德国环境与健康研究中心HMGU
14. 亥姆霍兹波兹坦中心-德国地学研究中心GFZ
15. 卡爾斯魯厄理工學院 KIT
16. 柏林分子医学研究中心 MDC
17. 馬克斯-普朗克等离子体物理研究所MPI-IPP